# Eisgekühlter Bommerlunder
«Eisgekühlter Bommerlunder» (en castellano 'Bommerlunder helado'; título original Bommerlunder) es una canción de la banda alemana de punk rock Die Toten Hosen. Se publicó como sencillo en 1983 y es en Alemania una popular canción para beber. La melodía está basada en la primera parte de la samba Chiu Chiu, que compuso el chileno Nicanor Molinare en 1937. En los años 50 fue adaptada por el movimiento escultista alemán en una canción campamental titulada Eisgekühlte Coca-Cola, en la que se inspirarían los Toten Hosen. La idea de cambiar la Coca-Cola por Bommerlunder, un tipo de aquavit o aguardiente de cúmel, fue del entonces batería de la banda renana Trini Trimpop.
La letra de la canción es una sencilla coplilla que se va repitiendo de forma cada vez más acelerada y que dice lo siguiente:
| Eisgekühlter Bommerlunder, Bommerlunder eisgekühlt (x2)            | Bommerlunder helado, Bommerlunder helado                 |
| und dazu ein belegtes Brot mit Schinken, ein belegtes Brot mit Ei, | y con él un bocadillo con jamón, un bocadillo con huevo, |
| das sind zwei belegte Brote, eins mit Schinken und eins mit Ei     | eso son dos bocadillos: uno con jamón y uno con huevo.   |

## Ediciones
Eisgekühlter Bommerlunder ha aparecido, además de en el sencillo de 1983, en las siguientes obras de Die Toten Hosen:
- 1987: Bis zum bitteren Ende, directo.
- 1989: 3 Akkorde für ein Halleluja, VHS.
- 1990: Auf dem Kreuzzug ins Glück – 125 Jahre Die Toten Hosen,versión hip hop titulada Hip Hop Bommi Bop.
- 1993: Reich & sexy, recopilatorio.
- 2001: En misión del señor – Live in Buenos Aires, DVD.
- 2002: Reich & sexy II – Die fetten Jahre, DVD.
- 2003: Im Auftrag des Herrn, doble DVD en vivo.
- 2004: Rock am Ring Live, DVD.
- 2005: Heimspiel! Die Toten Hosen Live in Düsseldorf, DVD.
- 2005: Nur zu Besuch: Unplugged im Wiener Burgtheater, versión acústica.
- 2008: Hals + Beinbruch – Live bei Rock am Ring 2008, DVD.